# Fidget house
La fidget o fidget house è un genere di musica house che incorpora alcuni elementi di rave, breakbeat e UK garage. Il ritmo è sempre in 4/4 ed è legato anche alla Wonky house.
Il nome fidget l'hanno inventato i DJ Jesse Rose e Switch (DJ) per definire questo particolare tipo di musica; nel Nord Europa talvolta viene indicata anche con il nome dirty house.
Viene spesso confusa con la Dutch house in quanto i due generi condividono il medesimo ceppo artistico e numerosi elementi tecnici, ma la Dutch House fa un uso maggiore di bassi suonati ad ottave alte e con veloci pitch shift, di percussioni tribali e di una struttura dei brani più minimale.

## La fidget in Italia
La fidget house ha riscosso subito un notevole successo in Italia che si è identificata come "vivaio" di artisti, a loro volta confermatisi come icone internazionali del genere: The Bloody Beetroots, Crookers, Reset!, Clark Able, Cyberpunkers, Gigi Barocco, Belzebass, The Boomzers, The S, Pink Is Punk e The Stangers.

## Case discografiche
- Dubsided
- La Valigetta
- Potty Mouth
- Counterfeet

## Artisti principali
- Clark Able
- Audiostalkers
- Foamo
- Grobian fog
- Turboboys
- Pissed Raccoons
- KeyNoise
- Macs Yo
- Twin Stereo
- Ryko the drummaker
- Clark Rockfeller
- V@LeRiC
- The Destroy Squad
- Luke Dose
- Fresh Fish
- HiJack
- Congorock
- WASA3I
- Crookers
- Feed Me
- Dukeemerlust
- Karasho
- Barbar!na
- The Pornorockerz
- NoiseKraft
- Alex Drone
- Fake Plastic Trees
- Jesse Rose
- Switch
- Trevor Loveys
- Hostage
- DJ Fame
- Sinden
- Hervé
- Naizen
- Duke Dumont
- Mowgli
- Bryan Cox
- Bryan Catarci
- Foamo
- Fake Blood
- Basstorm
- Mightyfools
- Keith
- Supabeatz
- Stereo Heroes
- Lee Mortimer
- Master Pic
- Phonat
- Stupid Fresh
- Elektropusher
- Gaëtan
- Pette Vaydex
- The Bulgarian
- Detboi
- 3 Is A Crowd
- Lars Moston
- Brabe
- Clark able
- Twocker (Calvertron e Will Bailey)
- Boy 8-Bit
- Jaimie Fanatic
- Ziggy Slezak
- Raw zombiez
- Kelevras
- Blatta & Inesha
- Andy George
- Bsbtrgdclub
- Nic Sarno
- 12 Inch Plastic Toys
- Wobble Lovers
- Sound Of Stereo
- Doctor X
- Dario Denso
- MCTB (Matteo called the Butrags)
- Alex Drone
- Fidget Punk
- Scolla
- Deaf Sound
- The Peacemakers
- Fuck Our Ordinary Lives
- Haezer
- X-Ettl
- SPENK
- Drop That Crew
- Toxic Project
- Diplo